# 约翰·巴勒斯
约翰·巴勒斯(John Burroughs，1837年4月3日-1921年3月29日)，美国博物学家、散文家，美国环保运动中的重要人物。国会图书馆美国记忆项目中的传记作家，将约翰·巴勒斯视作继梭罗之后，美国文学的自然散文领域中，最重要的实践者。
1871年，巴勒斯的Wake-Robin问世，此后相继出版了许多著作，获得了极大的声誉。传记作家Edward Renehan认为，巴勒斯不只是一位科学的博物学者，更是一位有责任心记录自己对大自然独特视角的人文博物学者。其著作在文化上产生了很大的共鸣，当时造成了极大的影响，而此后则相对淡化。

## 早期生活
巴勒斯是Chauncy 和 Amy Kelly Burroughs十个子女中的第七个，他出生于卡茲奇山的家庭农场中，靠近纽约州特拉华县的罗克斯伯里镇。孩提时代，巴勒斯把很多时间都花在Old Clump Mountain的斜坡上，在那里可以向东远眺，看到卡茲奇山的最高峰，特别是Slide Mountain，以后巴勒斯再著作中会有提及。他在当地的同学中包括傑伊·古爾德。
17岁时巴勒斯离开学校，成为一名教师，同时他在一些机构中作研究，包括Cooperstown学院。在那里他接触到了威廉·华兹华斯和拉尔夫·沃尔多·爱默生，他们对自然的关注，以及对精神的追求，对巴勒斯产生了终生的影响。1856年7月，他来开学院，前往伊利诺斯州奧格爾縣布法勞格羅夫的一个小村庄。在那里他教学数年，还曾返回东部与“遗落的女孩”结婚。

## 婚姻与职业
1857年9月12日，巴勒斯与厄休拉·诺斯（1836年-1917年）结婚。而后巴勒斯继续教书生涯，并着手写作出版。夫妻俩省吃俭用，一直到1859年才建起自己的居所。

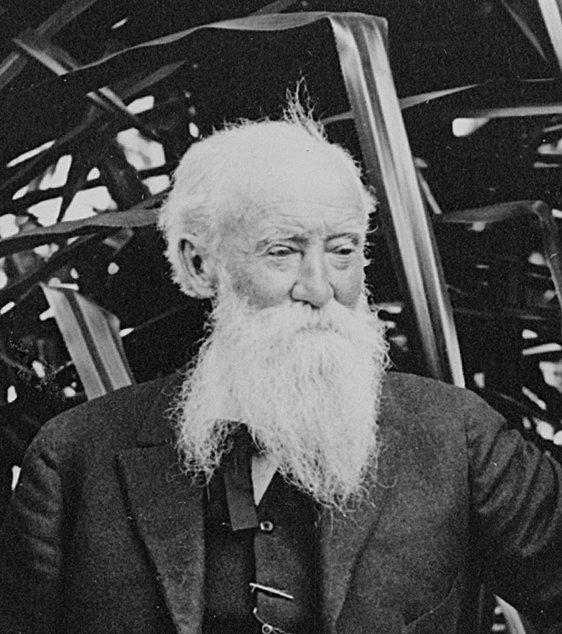
1914年的约翰·巴勒斯

1860年，巴勒斯的写作终于有所收获，当时的新兴杂志《大西洋月刊》接受了其作品《Expression》，编辑詹姆斯·拉塞尔·洛维尔发现其作品与爱默生的风格很像，他起初甚至认为巴勒斯抄袭了他的老朋友。另外一首小诗《Waiting》也引起一些关注。
1864年，巴勒斯在美国财政部某得一个职位，后来他成为联邦银行的主考者，一直任职到1880年代。期间他继续出版，并对沃尔特·惠特曼的诗歌产生了兴趣。美国内战时期，巴勒斯与惠特曼在华盛顿见面，并成为亲密的朋友。
惠特曼鼓励巴勒斯发展自己的天赋，同时坚持创作自己的哲理和文学散文。1867年，巴勒斯出版了《Walt Whitman as Poet and Person》（沃尔特·惠特曼个人与诗人），这是第一部关于惠特曼的传记与评论著作，出版前经过惠特曼（匿名）修订与编辑。
四年后，the Boston house of Hurd & Houghton 出版了巴勒斯的首部自然散文合集《Wake-Robin》。

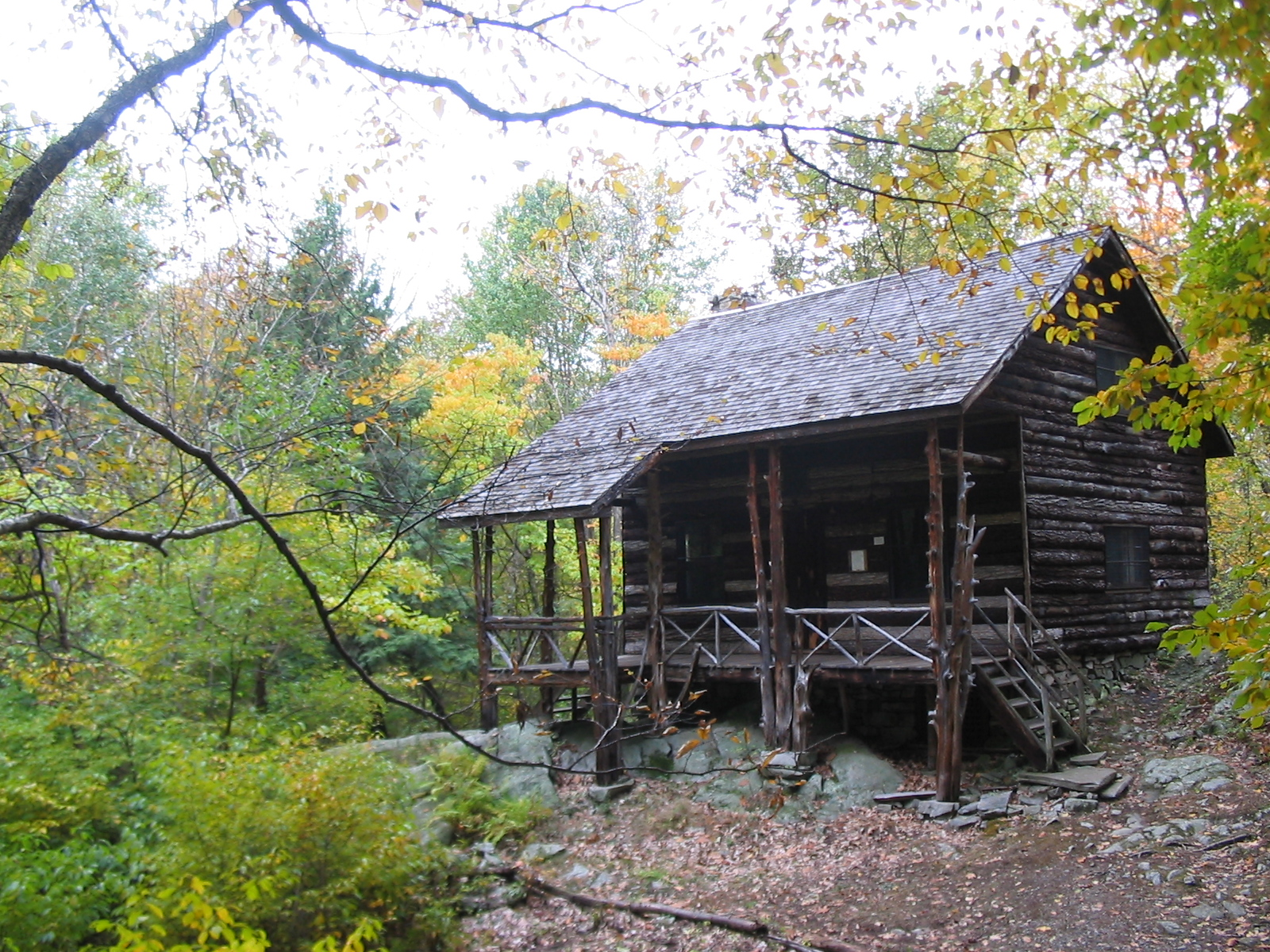
Slabsides，巴勒斯在West Park的小屋，纽约州，2005年

1874年，巴勒斯在纽约州的West Park（现在属于Esopus镇）购买了一个大农场。他在那里种植了大量农作物，后来他又主要种植鲜食葡萄，同时坚持写作，并继续任职于联邦银行数年。该地后被命名为Riverby。
1894年秋天，巴勒斯在附近又买了一些土地，他和儿子朱利安·巴勒斯（1878年12月15日-1954年）盖了一个阿尔岗金族风格的木屋，后被命名为Slabsides。在那里，巴勒斯种植了大片的芹菜，并招待来访者，包括瓦瑟学院（Vassar College）的学生。
1900年后，巴勒斯将其出生地附近的一所农舍粉刷一新，并取名为Woodchuck Lodge。这里后来成为其夏季的居所，直至其去世。
巴勒斯写了30多本著作，在杂志上先后发表了数百篇散文、诗歌。

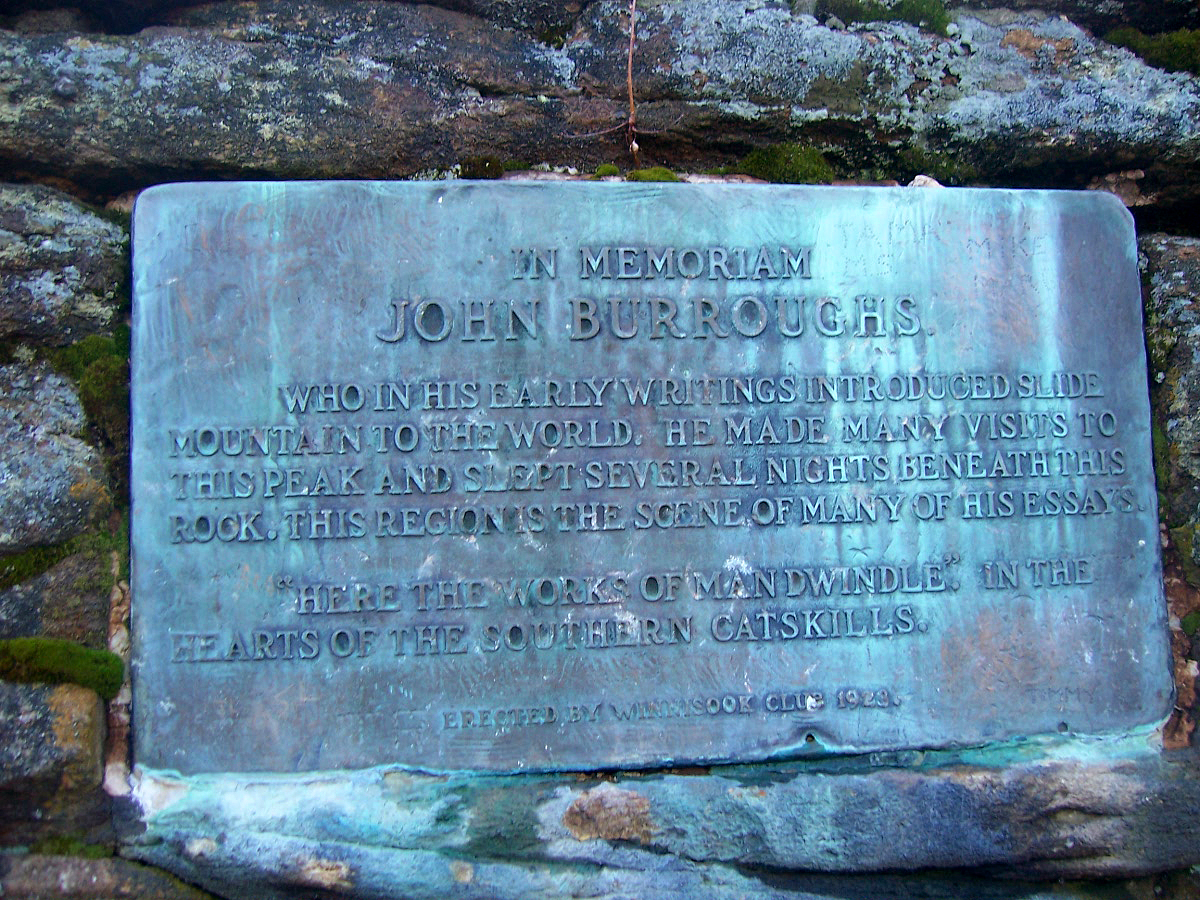
Slide Mountain顶峰附近的巴勒斯语录

他的一些佳作创作于卡茲奇山旅行归来。1880年代后期，在散文"The Heart of the Southern Catskills"（南部卡茲奇山之心）中，他对攀登卡茲奇山脉最高峰Slide Mountain作了记录。谈及登顶后所见，它这样写道，“"The works of man dwindle, and the original features of the huge globe come out. Every single object or point is dwarfed; the valley of the Hudson is only a wrinkle in the earth's surface. You discover with a feeling of surprise that the great thing is the earth itself, which stretches away on every hand so far beyond your ken.”为纪念其登顶成功，他的部分语句已经被刻于突出的岩石上，被称为Burroughs Ledge。附近的Cornell和Wittenberg 山，巴勒斯也曾攀登过，因此被合称为巴勒斯山脉。

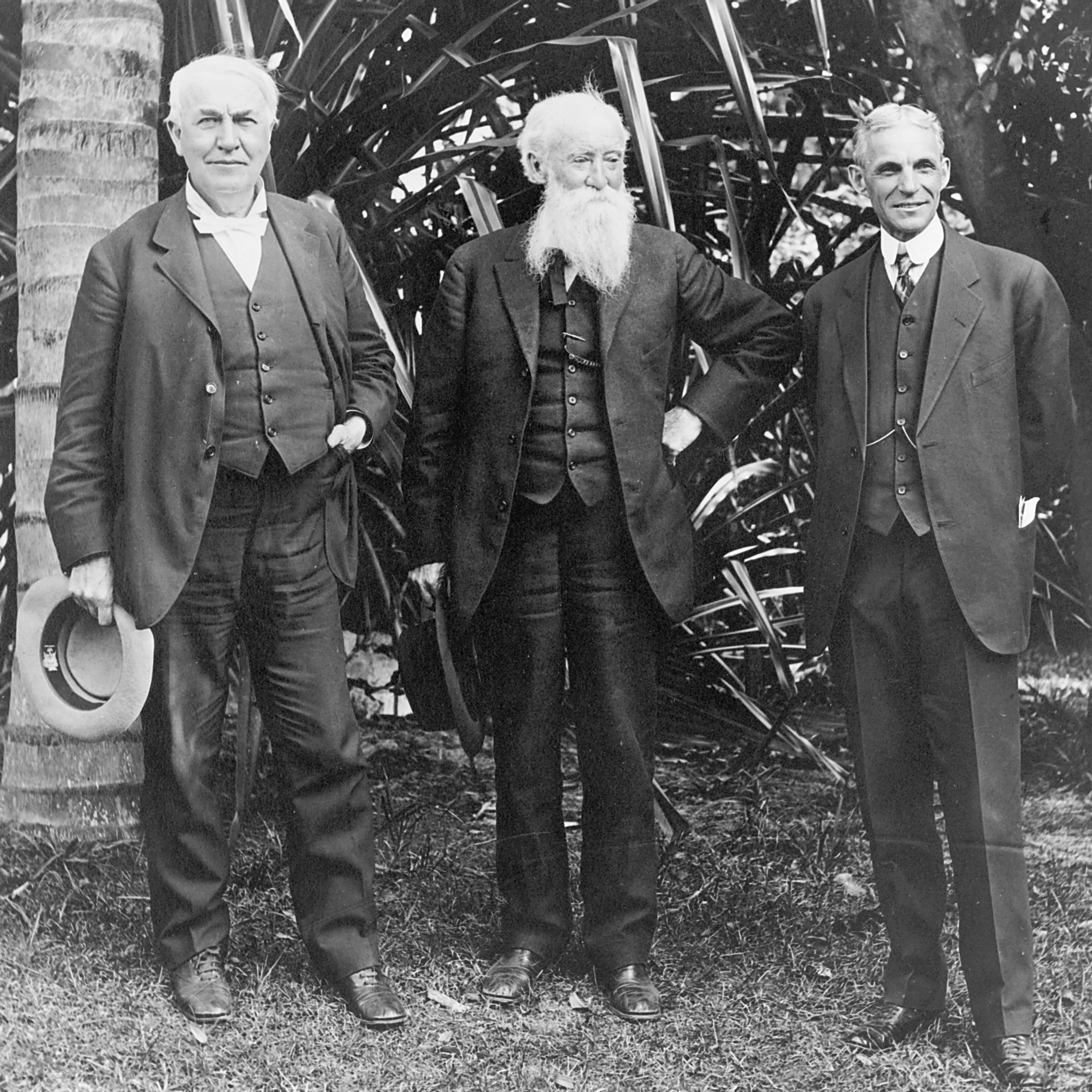
巴勒斯与托马斯·爱迪生以及亨利·福特，1914年，在位于佛罗里达的爱迪生家中

还有一些卡茲奇山的散文中，不乏冷幽默，还有令人肃然起敬的描述，包括飞钓（fly fishing）鳟鱼，在Peekamoose山脉以及Mill Brook Ridge中徒步，沿特拉华河东面支流乘筏漂流。尽管巴勒斯在很多地方旅行过，并写有很多地区和国家的游记，也参与过一些自然科学的争论，包括当时的新理论自然选择，但在卡茲奇山区，巴勒斯依然为人津津乐道，知名度颇高。他对哲学和文学问题也有涉猎，1896年，也就是惠特曼去世后的第四年，他又写了一本关于这位诗人的著作，彰显了惠特曼美德在文学中的地位。
在巴勒斯后期，他与那个时代的不少名人都有交往，包括西奥多·罗斯福、约翰·缪尔、亨利·福特（他将一辆汽车赠送给巴勒斯，是哈德森山谷的第一辆汽车）、哈威·费尔斯通以及托马斯·爱迪生。1899年，他参与了愛德華·亨利·哈里曼的阿拉斯加探险。
与厄休拉结婚后，由于妻子极度憎恶肉体关系，这对夫妇产生矛盾。1901年，巴勒斯遇到了仰慕者克拉拉·Barrus（1864年-1931年），她是纽约Middletown的州精神病医院的内科医生，当时克拉拉37岁。她成为巴勒斯的挚爱，并最后成为其文学的遗嘱执行人。1917年厄休拉去世后，克拉拉搬来与巴勒斯同住。
1921年年春，巴勒斯在从加利福尼亚返回的火车上去世。而后在其84岁生日那天，他被安葬于Roxbury镇，位于岩壁脚下，孩提时代他曾在那里玩耍。
1962年，Woodchuck Lodge被指定为美国国家历史名胜，1968年，Riverby和Slabsides也获得同样的待遇。这三处都被列入美国國家史蹟名錄。
巴勒斯当时获得了很高的声誉。有一项以他命名的自然写作奖，美国还有11所以他命名的学校，包括密尔沃基和洛杉矶的公立中学，一所加利福尼亚州伯班克的公立高中，明尼阿波利斯的巴勒斯小学，以及圣路易斯的约翰·巴勒斯中学。

## 写作
巴勒斯的许多散文在流行杂志上首发，他对观鸟、花草和乡间情景的描写广为人知，其散文还涉及宗教和文学。他是沃尔特·惠特曼何拉尔夫·沃尔多·爱默生的忠实支持者，对亨利·戴维·梭罗则有所批评。

## 约翰·巴勒斯协会
为了纪念巴勒斯，在其1921年去世后，成立了约翰·巴勒斯协会。

## 书目
- Notes on Walt Whitman as Poet and Person (1867)
- Wake Robin (1871)
- Winter Sunshine (1875), (travel sketches)
- Birds and Poets (1877)
- Locusts and Wild Honey (1879)
- Pepacton (1881)
- Fresh Fields (1884), (travel sketches)
- Signs and Seasons (1886)
- Birds and bees and other studies in nature (1896)
- Indoor Studies (1889)
- Riverby (1894)
- Whitman: A Study (1896)
- The Light of Day (1900)
- Squirrels and Other Fur-Bearers (1900)
- Songs of Nature (Editor) (1901)
- John James Audubon (1902), (biography)
- Literary Values and other Papers (1902)
- Far and Near (1904)
- Ways of Nature (1905)
- Camping and Tramping with Roosevelt (1906)
- Bird and Bough (1906), (poetry)
- Afoot and Afloat (1907)
- Leaf and Tendril (1908)
- Time and Change (1912)
- The Summit of the Years (1913)
- The Breath of Life (1915)
- Under the Apple-Trees (1916)
- Field and Study (1919)
- Accepting the Universe (1920)
- Under the Maples (1921)
- The Last Harvest (1922)
- My Boyhood, with a Conclusion by His Son Julian Burroughs (1922)

Books About John Burroughs
- Our Friend John Burroughs by Clara Barrus (Boston and New York, Houghton Mifflin Company, The Riverside Press Cambridge, 1914)
- John Burroughs Boy and Man by Clara Barrus (Garden City New York Doubleday, Page & Company, 1920)
- The Life and Letters of John Burroughs by Clara Barrus (Volume 1, Boston and New York, Houghton Mifflin Company, The Riverside Press Cambridge, 1925)
- John Burroughs: An American Naturalist by Edward J. Renehan Jr. (Chelsea, VT: Chelsea Green, 1992; paperback - Hensonville, NY: Black Dome Press, 1998)
- John Burroughs and The Place of Nature by James Perrin Warren (Athens, GA: University of Georgia Press, 2006)
- John Burroughs: An American Naturalist by Edward J. Renehan, Jr. (Black Dome Press)
- Sharp Eyes: John Burroughs and American Nature Writing edited by Charlotte Zoe Walker, ed. (Syracuse University Press)
- The Art Of Seeing Things by John Burroughs edited by Charlotte Zoe Walker, ed. (Syracuse University Press)
- John Burroughs: The Sage of Slabsides by Ginger Wadsworth (Clarion Books)